# 도평군
도평군 이말생(桃平君 李末生, 1402년 9월 15일(음력 8월 9일) ~ ?)은 조선 제2대 왕 정종(定宗)의 12남이자 서12남으로 생모는 성빈 지씨이다. 시호는 효헌(孝獻), 자는 계회(季悔), 호는 규은(巋隱)이다.

## 생애
정종과 성빈 지씨(誠嬪 池氏)의 아들로 태어났으며 아내로는 군부인 용인 이씨(郡夫人 龍仁李氏)와 계부인인 군부인 전주 최씨(郡夫人 全州崔氏)가 있다. 자녀로는 정부인 이씨가 낳은 장남 수성부정 창(壽城副正 昌)과 계부인 최씨가 낳은 장녀 이씨가 있다. 
1439년(세종 21년) 기생 첩을 사랑한 이유로 헌사의 탄핵을 받았으나 세종이 비호하였는데, 경녕군 이비가 세종에게 정종의 서자 도평군, 임성군, 정석군이 미복차림으로 음란한 짓을 일삼고 여인들과 사통하고 다닌다고 아뢰자 세종이 왕명으로 고신을 거두고 구사를 빼앗았다.
1443년(세종 25년)에는 정처를 소박하고 기첩만을 사랑하니 죄주기를 원한다는 종부시의 주청에 따라 다시 고신을 박탈 당하였다.
1468년(예종 즉위년) 도평군의 군호를 하사받았으며, 1469년(예종 1년) 영창전에서 삭제의식을 거행할 때에 내금위장으로서 행사준비를 소홀히 한 이유를 들어 문죄 당하였으나 곧 왕명으로 더 이상 죄를 추궁당하지 않게 되었다.
사망 연대는 알 수 없으나 1470년 성종이 선정전에서 연을 베풀 때 참석했다는 기록을 마지막으로 더 이상 나오지 않기 때문에 1470년 이후에 사망한 것으로 추측된다.

## 가족관계
- 조부 : 태조 이성계
- 조모 : 신의왕후 한씨
  - 부 : 정종 이방과
- 외조부 : 지윤(池奫)
  -     - 모 : 성빈 지씨(誠嬪池氏)   
      - 형 : 덕천군 후생(德泉君 厚生)
      - 정부인 : 군부인 용인 이씨(郡夫人 龍仁李氏, ? ~ 1432년) - 부사(府使) 증참판(贈參判) 이수강(李守綱)의 딸
        - 장남 : 수성부정 이창(壽城副正 李昌)

      - 계부인 : 군부인 전주 최씨(郡夫人 全州崔氏) - 문과(文科) 사직(司直) 최수(崔洙)의 딸
        - 장녀 : 하동 정씨(河東鄭氏) 정여창(鄭汝昌)에게 출가(出嫁)